# تكامل جاكوبي
في الميكانيكا السماوية,   تكامل جاكوبي  (المعروف أيضا باسم ثابت جاكوبي سمي نسبة لكارل غوستاف يعقوب جاكوبي) وهو الوحيد المعروف لحفظ الكمية في مشكلة  الاجسام الدورانية  الثلاثة.
. خلافا في الجسم مشكلة الطاقة و الزخم من النظام لا يتم حفظها بشكل منفصل العامة التحليلية الحل غير ممكن. لا يتجزأ تم استخدامها لاستخلاص العديد من الحلول في حالات خاصة.

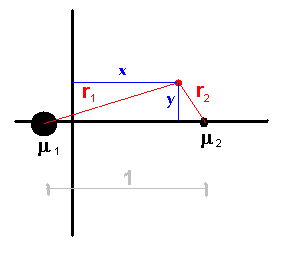
المشارك الدورية النظام

واحدة من مناسبة تنسيق النظم المستخدمة هو ما يسمى synodic أو المشارك الدورية النظام، وضعت في barycentreمع خط يربط بين اثنين من الجماهير μ1, m2 اختياره x-محور وحدة طول تساوي المسافة بينهما. مثل نظام co-تدور مع اثنين من الجماهير، فإنها تظل ثابتة و وضعه في (−m2, 0) (+m1, 0)1.
.

## تعريف

### Synodic النظام

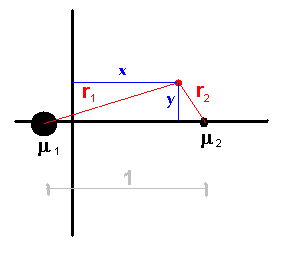
Co-rotating system

واحدة من مناسبة تنسيق النظم المستخدمة هو ما يسمى synodic أو المشارك الدورية النظام، وضعت في barycentreمع خط يربط بين اثنين من الجماهير μ1, m2 اختياره x-محور وحدة طول تساوي المسافة بينهما. مثل نظام co-تدور مع اثنين من الجماهير، فإنها تظل ثابتة و وضعه في (−m2, 0) (+m1, 0)1.
في (x, y)-تنسيق النظام جاكوبي المستمر يعبر عنه على النحو التالي:
In the (x, y)-coordinate system, the Jacobi constant is expressed as follows:
{\displaystyle }
حيث:
- {\displaystyle } هو يعني الحركة (الفترة المدارية T)
- {\displaystyle }الذي الجماهير m1, m2 و ثابت الجاذبية G
- {\displaystyle } هي المسافات من اختبار الجسيمات من الجماهير

علما بأن  تكامل جاكوبي  هو ناقص ضعف مجموع الطاقة لكل وحدة كتلة في الدورية الإطار المرجعي: الفترة الأولى تتعلق الطرد المركزي الطاقة الكامنة ، والثانية تمثل الجاذبية المحتملة والثالث هو الطاقة الحركية. في هذا النظام المرجعي، القوى التي تعمل على الجسيمات هما الجاذبية مناطق الجذب قوة الطرد المركزي و قوة كوريوليس. منذ الثلاثة الأولى يمكن أن تكون مشتقة من إمكانات وآخر واحد هو عمودي على مسار، أنهم جميعا قوى محافظه، وبالتالي فإن قياس الطاقة في هذا النظام المرجعي (وبالتالي،  تكامل جاكوبي ) هو ثابت من الحركة. للحصول على برهان مباشر، انظر أدناه.

### النظام فلكي
في القصور الذاتي، احداثيات  النظام فلكي  (ξ, η, ζ), الكتل هي التي تدور حول barycentre. في هذه احداثيات     ثابت جاكوبي يعبر عنه كالتالي:
{\displaystyle }
في نظام الدوران،  التسارع يمكن التعبير عنه بآستخدام المشتقات: {\displaystyle }
باستخدام  تمثيل لاغرانج، معادلات الحركة:
ضرب المعادلات. (قالب:EquationNote) و (قالب:EquationNote) و (قالب:EquationNote) من قبل {\displaystyle } و {\displaystyle } على التوالي وجمعهم ينتج:
{\displaystyle }
بالتكامل نحصل على:
{\displaystyle }
حيث CJ هو ثابت التكامل.
الجانب الأيسر يمثل مربع السرعة v اختبار الجسيمات في نظام الدورن
1هذا تنسق نظام غير بالقصور الذاتي، وهو ما يفسر ظهور المصطلحات المتعلقة الطرد المركزي و مقياس التسارع.
- الدورية الإطار المرجعي
- Tisserand هو المعيار
- كارل دي موراي ستانلي F. ديرموت النظام الشمسي ديناميات [كامبريدج، إنجلترا: Cambridge University Press, 1999], صفحات 68-71. ((ردمك 0-521-57597-4))

### الاشتقاق
في الميكانيكا السماوية,  تكامل جاكوبي  (المعروف أيضا باسم جاكوبي لا يتجزأ أو جاكوبي ثابت; سميت كارل غوستاف يعقوب جاكوبي) هو الوحيد المعروف الحفظ كمية من أجل التعميم المقيدة ثلاثة الهيءه المشكلة. خلافا في الجسم مشكلة الطاقة و الزخم من النظام لا يتم حفظها بشكل منفصل العامة التحليلية الحل غير ممكن. لا يتجزأ تم استخدامها لاستخلاص العديد من الحلول في حالات خاصة.

| {\displaystyle {\ddot {x}}-2n{\dot {y}}={\frac {\delta U}{\delta x}}} | \| \| \| \| \| \| \| \| | (1) |
|                                                                       |                         |     |
|                                                                       |                         |     |

| {\displaystyle {\ddot {y}}+2n{\dot {x}}={\frac {\delta U}{\delta y}}} | \| \| \| \| \| \| \| \| | (2) |
|                                                                       |                         |     |
|                                                                       |                         |     |

| {\displaystyle {\ddot {z}}={\frac {\delta U}{\delta z}}} | \| \| \| \| \| \| \| \| | (3) |
|                                                          |                         |     |
|                                                          |                         |     |
Using Lagrangian representation of the equations of motion:

| {\displaystyle {\ddot {x}}-2n{\dot {y}}={\frac {\delta U}{\delta x}}} | \| \| \| \| \| \| \| \| | (1) |
|                                                                       |                         |     |
|                                                                       |                         |     |

| {\displaystyle {\ddot {y}}+2n{\dot {x}}={\frac {\delta U}{\delta y}}} | \| \| \| \| \| \| \| \| | (2) |
|                                                                       |                         |     |
|                                                                       |                         |     |

| {\displaystyle {\ddot {z}}={\frac {\delta U}{\delta z}}} | \| \| \| \| \| \| \| \| | (3) |
|                                                          |                         |     |
|                                                          |                         |     |
ضرب يكس. (قالب:EquationNote) و (قالب:EquationNote) و (قالب:EquationNote) من قبل {\displaystyle } و {\displaystyle } على التوالي وإضافة الثلاثة ينتج